# Battaglia di Đồng Đăng
La battaglia di Đồng Đăng, svoltasi il 23 febbraio 1885, è stata un'importante vittoria francese durante la guerra franco-cinese. Prende il nome dalla città vietnamita di Đồng Đăng, nell'allora Tonchino settentrionale, situata vicino al confine tra il Vietnam e la Cina.

## Premesse
La battaglie ebbe luogo a seguito della campagna di Lạng Sơn, svoltasi tra il 3 e il 13 febbraio 1885, durante la quale le forze francesi catturarono la base dell'esercito Guangxi a Lạng Sơn. Il 16 febbraio 1885 il generale Louis Brière de l'Isle, comandante del Corpo di spedizione del Tonchino, lasciò Lạng Sơn insieme alla 1ª brigata al comando di Laurent Giovanninelli per portare soccorso alle truppe francesi sotto assedio a Tuyên Quang. Prima di partire ordinò al generale François Oscar de Négrier, che sarebbe rimasto a Lạng Sơn con la 2ª brigata, di continuare ad avanzare fino al confine cinese e di assicurarsi che le rimanenti truppe Guangxi si ritirassero dal Tonchino. Dopo essersi rifornito di cibo e munizioni, De Négrier avanzò, attaccando le forze Guangxi a Đồng Đăng.

## Forze francesi a Đồng Đăng
La 2ª Brigata di De Négrier contava poco meno di 2900 uomini nel febbraio 1885. L'ordine di battaglia della brigata era il seguente:
- 3º reggimento di marcia (tenente colonnello Herbinger)
  - 23º battaglione di fanteria di linea (tenente colonnello Godart)
  - 111º battaglione di fanteria di linea (chef de bataillon Faure)
  - 143º battaglione di fanteria di linea (chef de bataillon Farret)
- 4º reggimento di marcia (tenente colonnello Donnier)
  - 2º battaglione della Legione straniera (chef de bataillon Diguet)
  - 3º battaglione della Legione straniera (tenente colonnello Schoeffer)
  - 2º battaglione di fanteria leggera africana (chef de bataillon Servière)
- 1º battaglione del 1º reggimento di fucilieri tonchinesi (chef de bataillon Jorna de Lacale)
- 3 batterie di artiglieria (capitani Roperh, de Saxcé e Martin)[10].

De Négrier avanzò su Đồng Đăng con i tre battaglioni di linea di Herbinger, i due battaglioni della Legione straniera, una compagnia di fucilieri tonchinesi e le batterie di Roperh e de Saxcé. Il 2º battaglione africano di Servière fu lasciato a guardia di Lạng Sơn e della linea di rifornimento della brigata fino a Chũ. Anche la batteria di Martin rimase a Lạng Sơn.

## Postazioni cinesi
I cinesi si erano stabiliti in una posizione estremamente forte, centrata su un altopiano calcareo di 300 metri di altezza che si ergeva a ovest della Strada del Mandarino e correva verso nord da Đồng Đăng fino alla "Porta della Cina" e oltre, in territorio cinese. Questo massiccio dominava Đồng Đăng e le vie di accesso alla "Porta della Cina" e presentava una parete rocciosa a strapiombo verso sud-est, che poteva essere scalata solo dal lato occidentale. I cinesi avevano stabilito una postazione di artiglieria riparata sulla sua cima, che si trovava proprio alle spalle Đồng Đăng, dominando i ripidi pendii occidentali che un attaccante avrebbe dovuto scalare. Sulla cima erano stati costruiti alcuni accampamenti di fanteria e diverse postazioni di artiglieria.
La sinistra della posizione cinese si estendeva lungo le colline direttamente a est della Strada del Mandarino, che erano coperte dalle posizioni elevate della fanteria e dell'artiglieria sul massiccio calcareo. Queste posizioni erano abbastanza sicure contro un attacco frontale finché il massiccio stesso fosse rimasto in mano cinese. Per raggiungere una posizione da cui poter assaltare il massiccio calcareo, i francesi avrebbero dovuto prima conquistare Đồng Đăng, che si trovava direttamente sulla loro strada. I cinesi avevano schierato la loro ala destra dentro e intorno a Đồng Đăng. La piccola città era il punto più debole della posizione cinese, ma i cinesi avevano fatto il possibile per rafforzarla costruendo tre forti sulle colline a ovest, con vista sui villaggi di Dong Tien e Pho Bu e sulla valle di That Ke. Queste basi fortificate, i "Forti Occidentali", erano collegati da una linea difensiva che conteneva la stessa Đồng Đăng. I cinesi potevano anche contare sul torrente Đồng Đăng, che attraversava l'intero fronte della loro linea e fungeva da fossato per le loro difese.

## La battaglia di Đồng Đăng,23febbraio1885

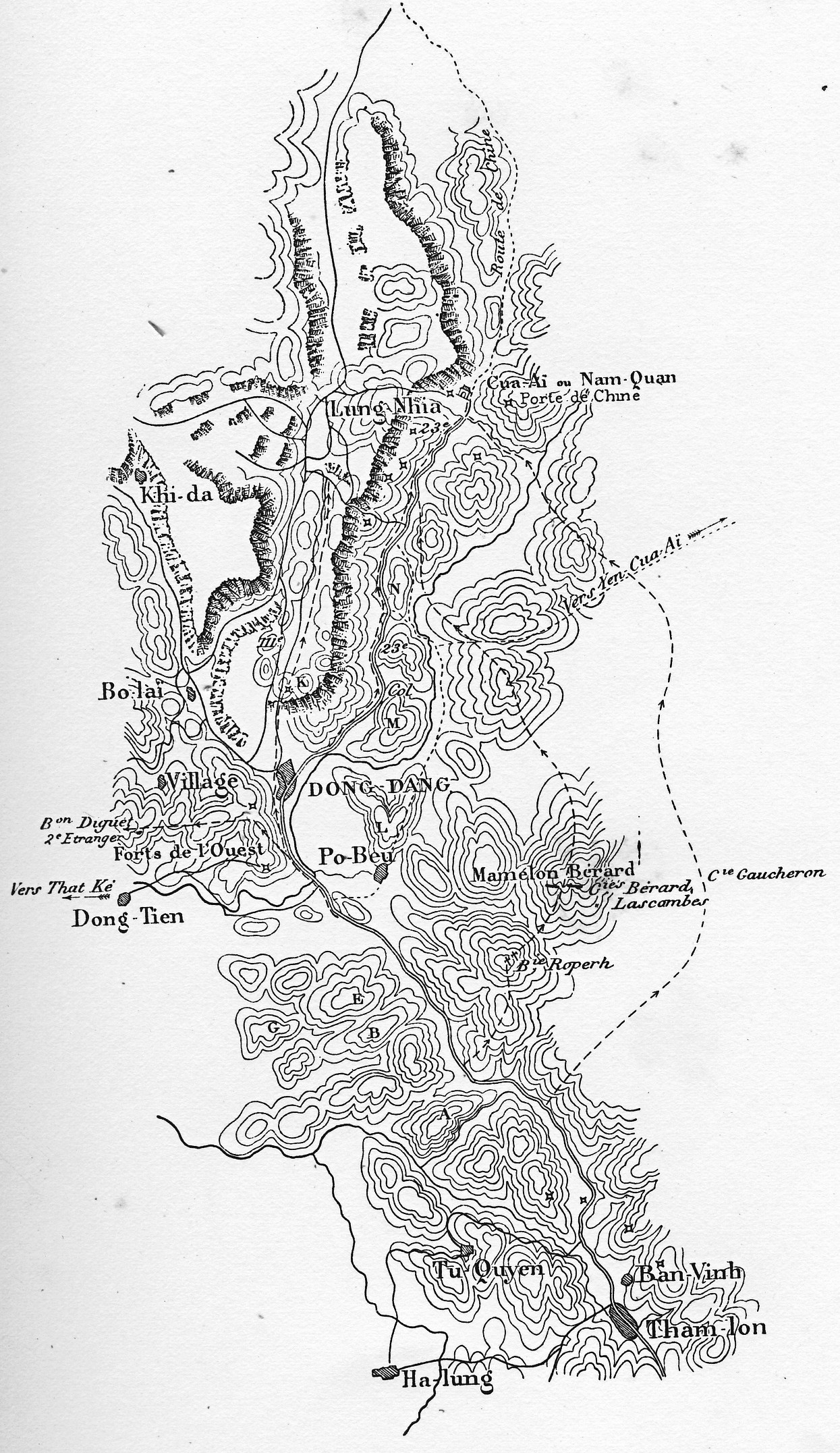
Mappa della battaglia di Đồng Đăng,

La colonna d'attacco francese lasciò Lạng Sơn alle 8:00 del 23 febbraio 1885 e seguì la Strada del Mandarino verso Đồng Đăng. La strada si snodava lungo le gole che separavano le ripide montagne, passando attraverso una serie di piccoli villaggi abbandonati. Per difendersi da un possibile attacco a sorpresa dei cinesi, lo chef de bataillon Tonnot apriva la strada con un'avanguardia insolitamente forte: il battaglione della Legione di Diguet, la batteria di de Saxcé, i fucilieri tonchinesi e la cavalleria. Herbinger seguiva l'avanguardia con il resto della fanteria e la batteria di Roperh. Il 143º battaglione fu suddiviso in singole compagnie: una compagnia marciò con il corpo principale, una seconda formò la retroguardia e le altre due furono distaccate come scorta per le due batterie di artiglieria.
Alle 9:30 l'avanguardia francese entrò nel villaggio di Tham Lon e scoprì alcuni forti cinesi non occupati sopra la vicina frazione di Ban Vinh. Poco dopo si scontrarono con un gruppo di truppe leggere cinesi, che iniziarono a sparare per avvertire i loro compagni dell'avvicinarsi dei francesi. Il loro fuoco non era pericoloso e i francesi continuarono ad avanzare, cercando un terreno dove potersi schierare in linea. Tonnot schierò una sezione della batteria di de Saxcé per fare fuoco di copertura se necessario, ma i cinesi arretrarono e occuparono un'altura, da dove, ricevuti rinforzi, cominciarono a sparare contro la testa della colonna francese.
L'avanguardia francese iniziò a schierarsi sulle colline su entrambi i lati della Strada del Mandarino per affrontare le truppe leggere cinesi. De Négrier, attirato dal rumore degli spari, si unì a Tonnot alla testa della colonna francese. A nord di Ban Vinh c'era un'alta collina che sembrava offrire una buona visuale sulla valle del Đồng Đăng, dove presumibilmente i cinesi si erano trincerati. Questa sembrava essere la migliore posizione disponibile per l'artiglieria francese e de Négrier mandò avanti la compagnia della Legione di Bérard per occuparla. Un gruppo di truppe leggere cinesi stava occupando la collina, ma i legionari li scacciarono senza grandi difficoltà. De Négrier inviò un messaggero al corpo principale della colonna con l'ordine per Roperh di schierare la sua batteria sulla cima della collina, ora battezzata dai francesi "Colle Bérard". Mentre Roperh si sforzava di portare i suoi cannoni sulla cima del "Colle Bérard", l'avanguardia della brigata si distribuì su entrambi i lati della Strada del Mandarino. I fucilieri tonchinesi del capitano Geil si schierarono a destra della strada, collegandosi con la compagnia di Bérard, mentre le altre tre compagnie del battaglione di Diguet si schierarono a sinistra.

### Attacco cinese
L'avanguardia di Tonnot aveva conquistato spazio sufficiente perché il corpo principale della brigata potesse raggrupparsi e schierarsi a sua volta. De Négrier inviò metà delle sue truppe alla sua sinistra e l'altra metà alla sua destra. I legionari di Diguet e i tonchinesi di Geil si trovarono ora a tenere il centro della linea francese. De Négrier, che aveva già deciso di far avanzare la sua ala destra così da assicurarsi il "Colle Bérard" per posizionarvi l'artiglieria, decise ora di non schierare in linea la sua area sinistra, disponendo la brigata in una formazione diagonale costituita da tre scaglioni che si sostenevano a vicenda, a cavallo della Strada del Mandarino. Adottare questo schieramento, in un terreno collinare, era un'operazione che richiedeva molto tempo e verso mezzogiorno i cinesi tentarono di accerchiare entrambi i fianchi francesi, sperando di coglierli impreparati.
L'attacco cinese sulla sinistra francese aveva poche possibilità di successo. L'ala sinistra francese era tenuta dal 23º Battaglione di linea, che occupava una collina a sud-ovest della Strada dei Mandarini, dietro e a sinistra dei legionari di Diguet. Gli attaccanti, usciti in gran numero dai forti occidentali, cercarono di risalire la valle verso Ban Vinh per impegnare il 23º battaglione. Avevano più di 2 km da percorrere e prima di averne coperto la metà subirono il fuoco di una sezione dell'artiglieria francese e delle tre compagnie della Legione schierate a sinistra della Strada del Mandarino. Era chiaro che l'attacco non avrebbe avuto successo e i cinesi ripiegarono. Il 23º battaglione non sparò un colpo in questa azione e i cinesi non fecero altri tentativi di attaccare la sinistra francese.
Al contrario, l'attacco cinese sulla destra contro il "Colle Bérard", occupato dalla batteria di Roperh e dalle sue scorte e dalla compagnia della legione di Bérard, fu portato avanti con vigore. La fanteria cinese era in forze considerevoli e in questa occasione fu adeguatamente supportata dalla sua artiglieria, che iniziò a impegnare la batteria di Roperh dalle sue posizioni sulle rupi dietro Đồng Đăng. Gli artiglieri nemici aggiustarono presto il tiro e, cosa unica durante la guerra franco-cinese, i francesi si trovarono sotto il fuoco ben mirato dell'artiglieria. Sconcertata dalla velocità e dalla precisione del fuoco cinese, la batteria di Roperh dovette cambiare posizione. De Négrier inviò il comandante Schoeffer sul "Colle Bérard" per dare rinforzare i difensori con le compagnie di Lascombes e Gaucheron del suo battaglione della Legione. Lascombes e Bérard guidarono quindi i loro uomini in un contrattacco contro una collina che dominava la posizione francese. Bérard fu colpito al petto e gravemente ferito durante il contrattacco e il tenente de Féraudy assunse immediatamente il comando della sua compagnia e continuò la carica. I cinesi ripiegarono in disordine.

### Attacco francese ai "Forti Occidentali"
I francesi avevano sconfitto entrambi gli attacchi cinesi sui fianchi e ora potevano prendere in considerazione l'idea di passare all'offensiva. Il piano di De Négrier era un'operazione semplice e logica, alticolara in tre fasi. Per vincere la battaglia, i francesi dovevano respingere i cinesi dal massiccio calcareo. Per attaccare questa posizione, dovevano prima prendere Đồng Đăng. Per assaltare Đồng Đăng senza subire eccessive perdite, dovevano indebolire le sue difese occupando i "Forti Occidentali".
De Négrier preparò l'attacco ai "Forti Occidentali" con un lungo bombardamento delle posizioni cinesi. Le batterie di De Saxcé e Jourdy diressero il fuoco sui cannoni cinesi piazzati nelle loro postazioni sul massiccio calcareo. Alle 13:00 li avevano completamente messi a tacere. Le batterie francesi rivolsero poi la loro attenzione alle posizioni cinesi sulle colline a est della Strada del Mandarino, che correva verso la frontiera cinese. Fino a quel momento la fanteria francese sulla destra della linea di de Négrier non aveva effettuato alcun avanzamento e i difensori cinesi non vedevano alcun motivo per tenere il terreno sotto il fuoco dell'artiglieria. Incapaci di rispondere ai cannoni francesi, i cinesi evacuarono le loro trincee sui pendii più avanzati e ripiegarono su posizioni più riparate sui pendii retrostanti. Infine, i cannoni francesi spazzarono via le posizioni cinesi intorno ai "Forti Occidentali".
Poco prima delle 15:00, quando ritenne che i cinesi fossero sufficientemente demoralizzati, de Négrier ordinò a Herbinger di catturare i "Forti Occidentali" con il 111º battaglione di linea e le cinque compagnie più vicine dei battaglioni della Legione di Diguet e Schoeffer. L'attacco sarebbe stato coperto dai tonchinesi di Geil. I cinesi, di fronte all'avanzata francese, non tentarono di tenere i forti. I battaglioni dell'ala destra abbandonarono le loro posizioni e iniziarono a ritirarsi lungo il sentiero per That Ke. Herbinger ordinò agli uomini di Diguet di inseguire i cinesi in ritirata per un certo tratto e di creare una postazione di blocco a cavallo del sentiero. Poi riorganizzò il resto delle sue truppe per la fase successiva del programma di de Négrier: l'assalto a Đồng Đăng.

### Presa di Đồng Đăng da parte del 111º battaglione
La maggior parte degli edifici nella parte meridionale della città era stata incendiata dal bombardamento dell'artiglieria francese e la posizione era ora tenuta solo da piccoli gruppi di truppe leggere cinesi. Herbinger decise che l'assalto principale alla città sarebbe stato effettuato dal 111º battaglione, con lo copertura dei tonchinesi e con le compagnie di Brunet e Michel del battaglione della Legione di Schoeffer in appoggio. Il 111º battaglione dovette avanzare attraverso 1 km di terreno aperto, sotto il fuoco dei cinesi che sparavano dalla cima del massiccio calcareo e di un gruppo di truppe leggere cinesi posizionate a Đồng Đăng. I francesi avanzarono velocemente e raggiunsero il torrente Đồng Đăng, a 200 m dalla periferia della città. Qui esitarono e gli uomini cominciarono a cadere sotto il fuoco del nemico. Gli ufficiali della compagnia si tuffarono nel torrente per dare l'esempio e lo guadarono con l'acqua alta fino alla vita. Raggiunta la sponda opposta, i soldati avevano un solo pensiero: raggiungere Đồng Đăng e sfuggire al fuoco che si abbatteva dal massiccio calcareo. In completo disordine, correndo a tutta velocità per colmare la distanza il più rapidamente possibile, i giovani soldati del 111º battaglione effettuarono una carica diretti verso la città in fiamme. Gli ufficiali della compagnia, stupiti, corsero a posizionarsi in testa a questa carica improvvisata, agitando le spade sopra le loro teste per incitare i loro uomini a sforzi ancora maggiori. La velocità e la furia di questo attacco improvvisato colsero completamente di sorpresa i le truppe leggere cinesi, che non ebbero neppure il tempo di evacuare Đồng Đăng. I soldati del 111º battaglione intrappolarono i ritardatari nelle strade o all'interno delle case e li uccisero a colpi di bastone e di baionetta. Il 111º battaglione si raggruppò quindi all'interno di Đồng Đăng, dove aveva una sufficiente copertura dal fuoco nemico proveniente dal massiccio calcareo.

### Attacco francese al massiccio calcareo

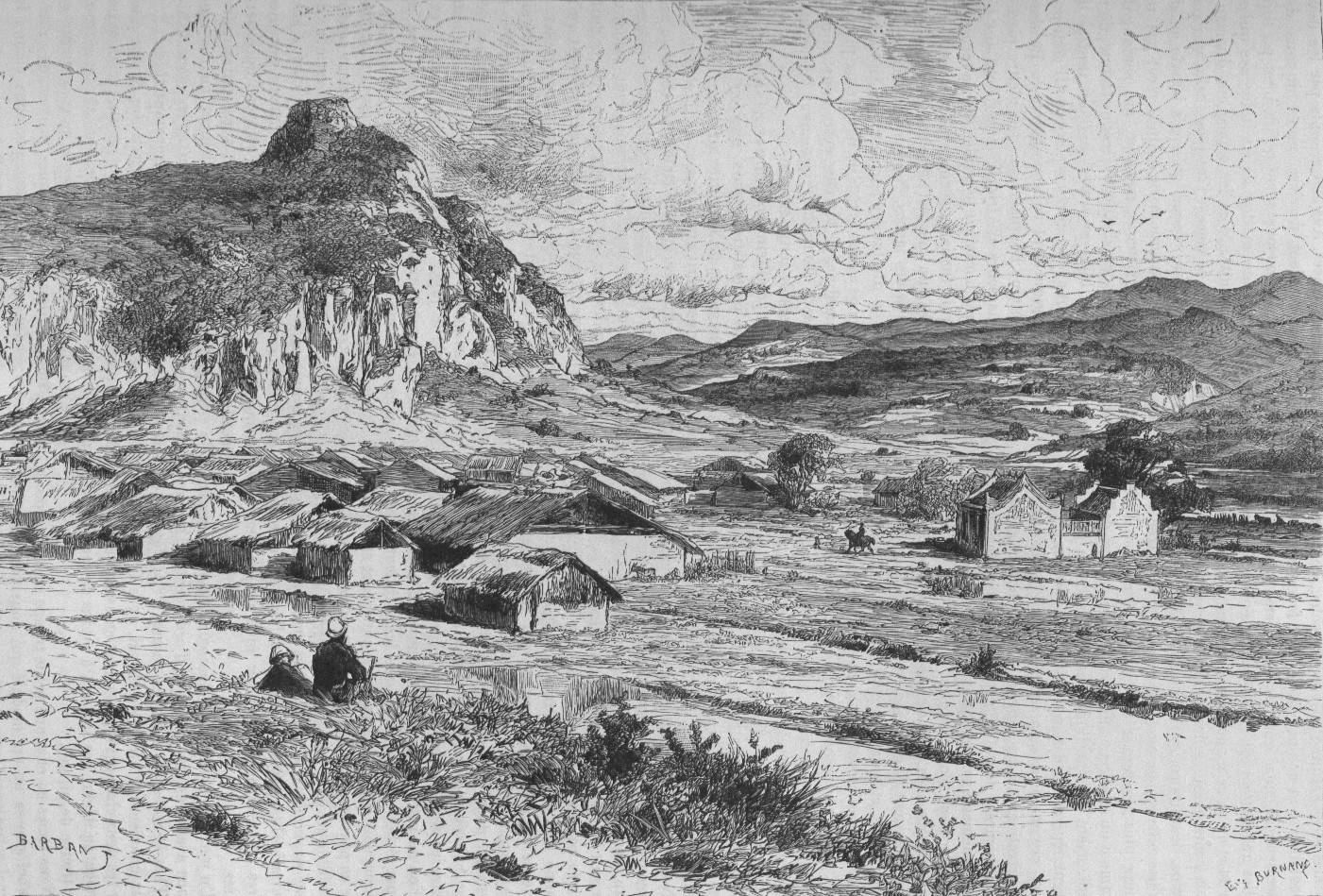
Vista di Đồng Đăng e del massiccio calcareo a nord, ottobre 1885

Il 23º battaglione, che fino a quel momento aveva partecipato poco alla battaglia, si mosse dalla sua posizione nell'ala sinistra francese per aggiungere il suo peso all'attacco. Herbinger guidò poi entrambi i battaglioni di linea sui pendii a ovest del massiccio. Le due compagnie della Legione di Schoeffer seguivano in appoggio. I tonchinesi di Geil avevano partecipato alla carica del 111º battaglione contro Đồng Đăng, e Herbinger ordinò loro di mettere in sicurezza la città mentre veniva attaccavano il punto chiave della linea cinese.
Una volta uscito da Đồng Đăng, il 111º battaglione si trovò di nuovo sotto il fuoco che proveniva dalla cima del massiccio. Di nuovo gli uomini cominciarono a cadere, mentre il battaglione si arrampicava sulle pendici il più velocemente possibile. Faure schierò le quattro compagnie del battaglione in ordine di battaglia, con tre compagnie in testa e una in appoggio. La compagnia avanzata sulla destra, più vicina alle posizioni cinesi, subì le perdite più pesanti e il sottotenente Émile Portier fu ferito a morte mentre avanzava. Nonostante le perdite, il 111º battaglione continuò a risalire i pendii. Il tenente de Colomb catturò la prima trincea cinese con la sua compagnia, ma la resistenza si fece più aspra e l'intero battaglione dovette essere lanciato contro i trinceramenti cinesi prima che fossero presi.
Con l'ala destra cinese che ripiegava verso That Ke, i francesi procedettero a respingere i cinesi che ancora resistevano sulla cima del massiccio calcareo. Il 111º battaglione e le due compagnie di supporto della Legione avevano già raggiunto la cima all'estremità meridionale e ora si muovevano lungo il suo lato orientale, sgomberando il nemico dai suoi punti di osservazione sopra la Strada del Mandarino. Piccoli gruppi di cinesi si attestarono su alcune rocce isolate, ma furono presto allontanati da queste posizioni dalla fanteria francese.

### Conquista della "Porta della Cina"

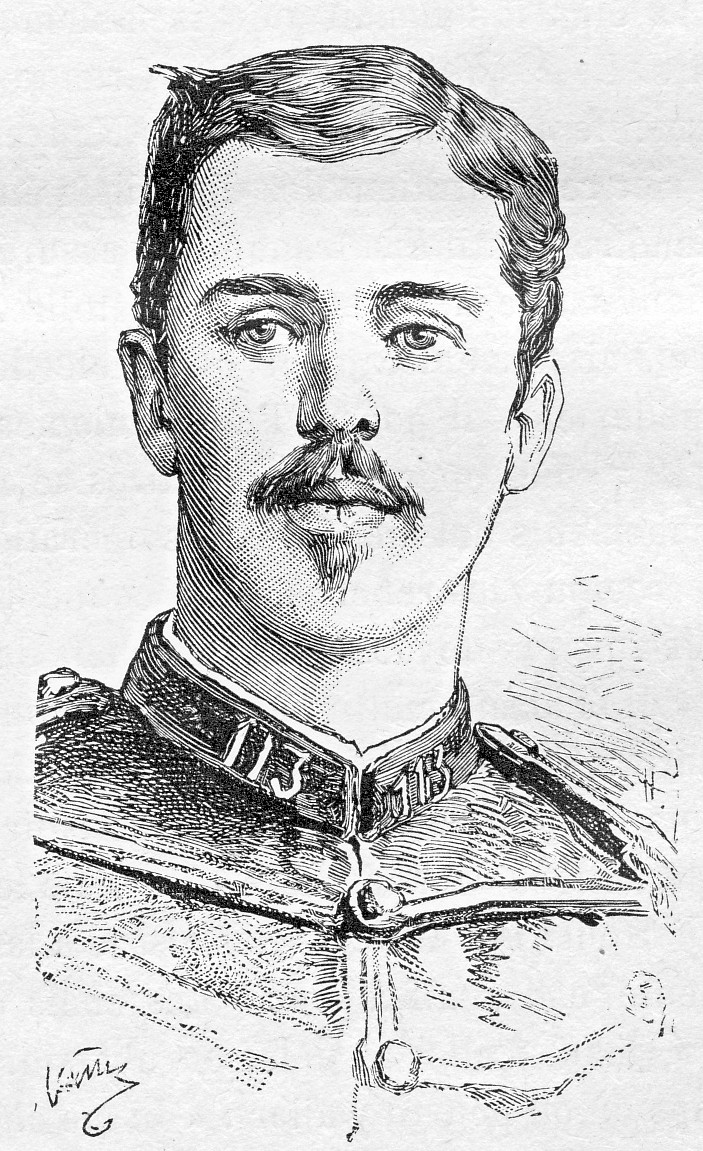
Il Sottotenente Émile Portier, ferito a morte a Đồng Đăng, 23 febbraio 1885

Restava solo da affrontare una forte forza nemica che teneva una collina a nord-est di Đồng Đăng. Questa collina dominava l'ingresso della valle che portava alla frontiera cinese e impediva ai francesi di avanzare lungo la Strada del Mandarino. Da Đồng Đăng Geil fece avanzare i suoi tonchinesi per bloccare i cinesi frontalmente; la batteria di de Saxcé occupò una collina a nord di Pho Bu, da cui poteva impegnarli a distanza ravvicinata; le compagnie della Legione di Lascombes e de Féraudy iniziarono ad ingaggiarli sul fianco. Rendendosi conto che la loro posizione sarebbe diventata presto insostenibile, i cinesi si ritirarono prima di essere costretti ad abbandonarla.
Con il nemico in piena ritirata verso That Ke o verso la Cina, de Négrier ordinò alle due compagnie più avanzate del battaglione di Diguet di rimanere in posizione a cavallo del sentiero per That Ke, al 111º battaglione di mettere in sicurezza il massiccio calcareo e al resto della brigata di avvicinarsi al villaggio di Cua Ai e alla "Porta della Cina". Le prime unità a raggiungere la "Porta della Cina" furono quelle di Brunet e Michel del battaglione di Schoeffer, che avevano lasciato il 111º battaglione da solo sulla cima del massiccio calcareo e si erano spinte fino alla pianura. La porta era protetta da due fortini laterali e lungo le pendici delle colline vicine erano state scavate delle trincee, ma le truppe cinesi che occupavano queste difese erano state fatte avanzare durante la battaglia per unirsi alle truppe intorno a Đồng Đăng.
Quando le loro linee si dispersero, i francesi li inseguirono così da vicino che non riuscirono a radunarsi in queste posizioni. Di conseguenza, i legionari occuparono la "Porta della Cina" e si spinsero oltre la frontiera cinese senza incontrare alcuna resistenza. Il resto della brigata arrivò gradualmente a Cua Ai. Le compagnie di Lascombes e de Féraudy, sulle colline a est della Strada del Mandarino, scesero nella valle del Đồng Đăng e raggiunsero la "Porta della Cina" poco dopo gli uomini di Schoeffer. Sull'estrema destra, Schoeffer fece rientrare la compagnia di Gaucheron, che aveva svolto il ruolo di protezione laterale per la maggior parte del pomeriggio. Infine, i fucilieri tonchinesi di Geil e il 23º battaglione seguirono la strada. Al tramonto il grosso della 2ª brigata era riunito alla "Porta della Cina".
Un fattore importante nella sconfitta cinese a Đồng Đăng fu l'incapacità del comandante cinese Pan Dingxin (潘鼎新) di concentrare le forze per far fronte all'attacco francese. Un consistente contingente di truppe fresche al comando di Feng Zicai (馮子才) fu lasciato a coprire un passaggio di confine a diversi chilometri a est di Đồng Đăng e non prese parte alla battaglia.

## Perdite
Le perdite francesi a Đồng Đăng furono ridotte: 9 morti e 46 feriti.
Le perdite cinesi furono molto più pesanti e inclusero tre generali cinesi: Pan Dingxin e Dong Ligao (董履高) furono feriti (quest'ultimo gravemente) e Yang Yuke (楊玉科) fu ucciso.

## La distruzione della "Porta della Cina",25febbraio1885
Dopo aver sgomberato i cinesi dal territorio tonchinese, i francesi si spinsero per un breve tratto nella provincia di Guangxi. La notizia che i francesi erano in territorio cinese provocò il panico a Longzhou (Lung-chou, 龍州) e in altre città della provincia vicine al confine con il Vietnam. Molti civili cinesi lasciarono le loro case e fuggirono lungo il fiume Ovest per rifugiarsi dagli invasori.
Il 25 febbraio 1885 i francesi fecero saltare in aria la "Porta della Cina", un elaborato edificio sul confine tra Tonchino e Guangxi, al Passo di Zhennan ("Passo dell'amicizia"). De Négrier affisse un cartello di legno sulle rovine della porta, con la scritta in cinese "Non sono i muri di pietra a proteggere le frontiere, ma la fedele esecuzione dei trattati". Il messaggio era un'allusione all'imboscata di Bắc Lệ del giugno 1884, agli occhi dei francesi un tradimento cinese dei termini dell'accordo di Tientsin, firmato tra Francia e Cina l'11 maggio 1884.
La 2ª brigata non era abbastanza forte per spingersi oltre in territorio cinese e de Négrier tornò a Lạng Sơn con il grosso della brigata alla fine di febbraio. Una piccola guarnigione francese al comando del tenente colonnello Herbinger fu lasciata a Đồng Đăng per osservare i movimenti dell'Esercito del Guangxi.
Tre settimane dopo i cinesi attaccarono la guarnigione di Đồng Đăng, innescando una serie di eventi che portarono alla sconfitta francese nella battaglia di Bang Bo (24 marzo 1885).